# Schizocosa vulpecula
Schizocosa vulpecula là một loài nhện trong họ Lycosidae.
Loài này thuộc chi Schizocosa. Schizocosa vulpecula được Ludwig Carl Christian Koch miêu tả năm 1865.